# Jachur
Jachur (arab. ياخور) – wieś w Syrii, w muhafazie Aleppo, w dystrykcie Afrin. W 2004 roku liczyła 876 mieszkańców.